# 만년로
만년로는 경기도 화성시 향남읍 갈천1교에서  화성시 안녕동을 잇는 37.6km의 도로이다.

## 주요 경유지
경기도

## 노선
| 이름       | 접속 노선                        | 소재지 | 소재지 | 비고 |
| ---------- | -------------------------------- | ------ | ------ | ---- |
| 갈천1교    |                                  | 화성시 | 향남읍 |      |
| (이름없음) | 문학로                           | 화성시 | 향남읍 |      |
| 신리사거리 | 지방도 제315호선 (서봉로)        | 화성시 | 정남면 |      |
| 정남교     |                                  | 화성시 | 정남면 |      |
| (이름없음) | 지방도 제315호선 (서봉로)        | 화성시 | 정남면 |      |
| (이름없음) | 국가지원지방도 제84호선 (효행로) | 화성시 | 정남면 |      |